# Minchinia chitonis
Minchinia chitonis is een soort in de taxonomische indeling van de Cercozoa. Deze micro-organismen zijn eencellig en meestal rond de 15-40 mm groot. Het organisme komt uit het geslacht Minchinia en behoort tot de familie Haplosporiidae. Minchinia chitonis werd in 1896 ontdekt door Labbe.